# Orlando Vega
Orlando Vega Smith (Brooklyn, 16 giugno 1968) è un ex cestista portoricano.

## Carriera
Con Porto Rico ha disputato due edizioni dei Campionati mondiali (1994, 1998) e i Campionati americani del 1999.